# Écarlate GN
« E125 » redirige ici. Pour les autres significations, voir E125 (homonymie).
Ne doit pas être confondu avec ponceau SX.
L‘écarlate GN est un composé organique à structure azoïque principalement utilisé comme colorant. Il est référencé dans le Colour Index sous le numéro C.I. 14815 et sous la dénomination « Scarlet GN » . C'est aussi un additif alimentaire référencé en Union Européenne sous le numéro E125, mais non autorisé càd. absent de la liste des additifs alimentaires autorisés.
C'est un isomère de position d'un autre colorant référencé au Colour Index, le ponceau SX (C.I. 14700 ou C.I. Food Red 1), avec lequel il ne faut pas le confondre : la seule différence entre les deux molécules concerne l'emplacement du groupe fonctionnel sulfonate (–SO3–) sur le système bicyclique naphtalénique. La confusion est fréquente, notamment sur des sites internet grand public consacrés aux additifs alimentaires,,.